# Лейк-Робертс (Нью-Мексико)
Лейк-Робертс (англ. Lake Roberts) — переписна місцевість (CDP) в США, в окрузі Грант штату Нью-Мексико. Населення — 53 особи (2010).

## Географія
Лейк-Робертс розташований за координатами 33°1′53″ пн. ш. 108°10′8″ зх. д. / 33.03139° пн. ш. 108.16889° зх. д. (33.031351, -108.168832).  За даними Бюро перепису населення США в 2010 році переписна місцевість мала площу 0,73 км², уся площа — суходіл.

## Демографія
Згідно з переписом 2010 року, у переписній місцевості мешкали 53 особи в 31 домогосподарстві у складі 16 родин. Густота населення становила 72 особи/км².  Було 60 помешкань (82/км²).
Расовий склад населення:
| - 98,1 % — білих - 1,9 % — осіб інших рас |

До двох чи більше рас належало 0,0 %. Частка іспаномовних становила 9,4 % від усіх жителів.
За віковим діапазоном населення розподілялося таким чином: 1,9 % — особи молодші 18 років, 45,3 % — особи у віці 18—64 років, 52,8 % — особи у віці 65 років та старші. Медіана віку мешканця становила 65,8 року. На 100 осіб жіночої статі у переписній місцевості припадало 96,3 чоловіків;  на 100 жінок у віці від 18 років та старших — 92,6 чоловіків також старших 18 років.
Цивільне працевлаштоване населення становило 0 осіб. 